# Heterorotula kakahuensis
Heterorotula kakahuensis är en svampdjursart som först beskrevs av Traxler 1896.  Heterorotula kakahuensis ingår i släktet Heterorotula och familjen Spongillidae. Inga underarter finns listade i Catalogue of Life.